# Ofiotauro

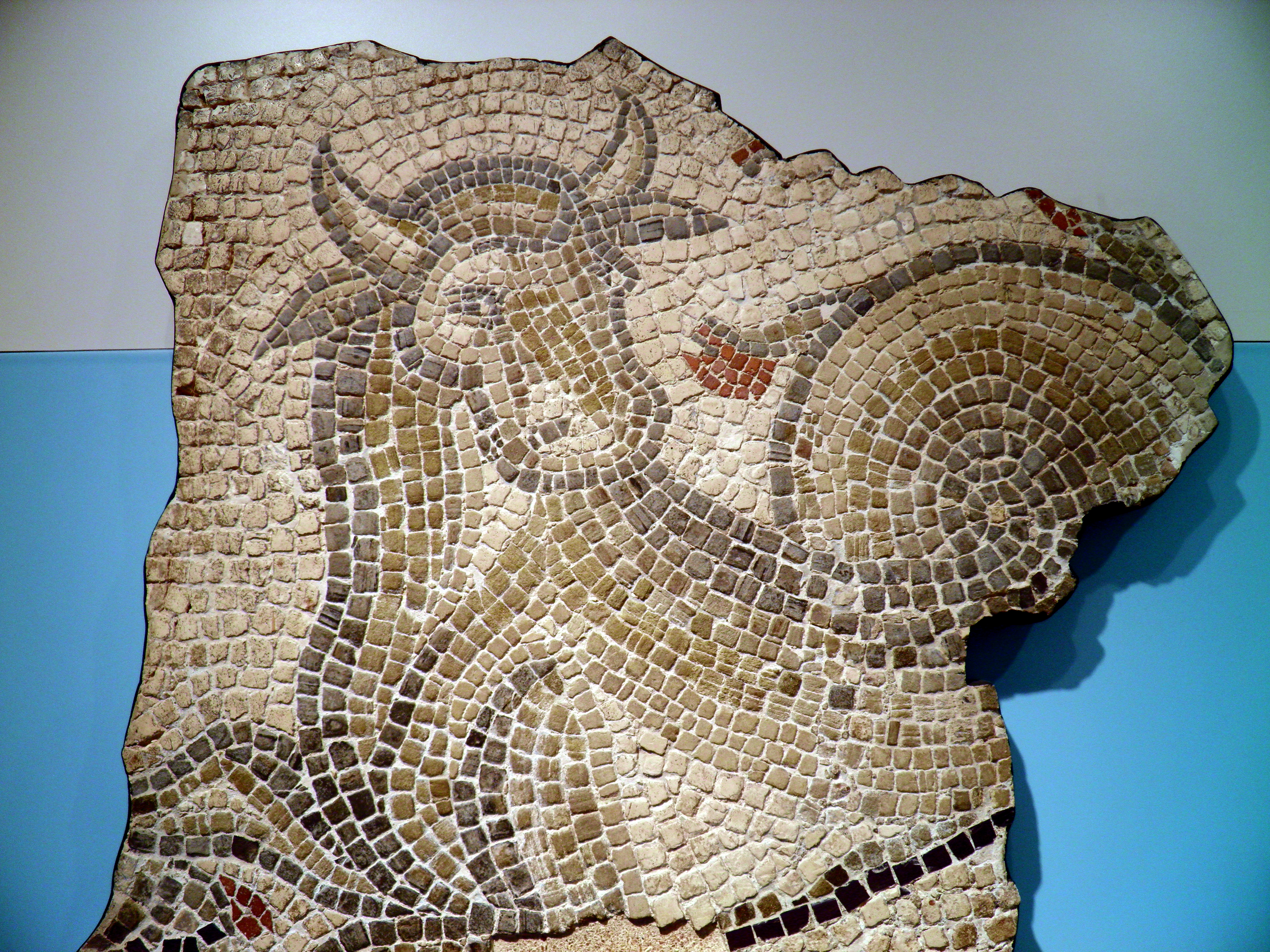
L'Ofiotauro in un mosaico conservato presso lo Yorkshire Museum.

Nella mitologia greca, l'Ofiotauro (dal greco Οφιοταυρος, Ofiotauros, composto di ὄφις, ofis, "serpente", e ταῦρος, tauros, "toro") era un essere mostruoso, il cui corpo taurino terminava con una coda di serpente.
L'unico frammento testuale pervenutoci riguardo alla creatura si trova nei Fasti di Ovidio. Qui viene detto che le viscere dell'animale, partorito dalla Terra, conferiscono, a chi le brucia, il potere di rovesciare gli dei. Lo Stige, avvertito dalle Parche, imprigionò l'Ofiotauro (per impedire che fosse ucciso) in un bosco circondato da un triplice strato di mura. Durante la Titanomachia, il mostruoso ibrido fu ucciso con un'ascia adamantina da Briareo, un alleato dei titani, ma prima che le interiora potessero essere bruciate Zeus inviò gli uccelli a trafugarle. Quello che gliele riportò fu il nibbio: allora, per ricompensarlo del servizio resogli, Zeus lo elevò al cielo ponendolo tra le stelle.

## Influenza culturale
- L'Ofiotauro compare ne La maledizione del Titano, il terzo libro della serie di "Percy Jackson e gli dei dell'Olimpo". Percy Jackson lo salva e, credendolo una femmina, lo battezza "Bessie". L'Ofiotauro crede che Percy sia il suo guardiano. Più tardi, la creatura viene portata sull'Olimpo e posta sotto la tutela del padre di Percy, Poseidone. L'Ofiotauro appare brevemente anche ne La battaglia del labirinto e Lo scontro finale.